# Гевко Роман Богданович
Роман Богданович Гевко (16 жовтня 1964, Тернопіль — 31 березня 2021, там же) — фахівець у галузі сільськогосподарського машинобудування, доктор технічних наук, професор, академік Інженерної академії України, Заслужений винахідник України.

## Життєпис
Роман Богданович Гевко народився 16 жовтня 1964 року в місті Тернопіль Тернопільської області України.
У 1987 р. закінчив Київський політехнічний інститут за фахом «Технологія машинобудування, верстати та інструменти». Під час навчання в КПІ активно займався науково-дослідною роботою, опублікував 5 статей і отримав 32 авторських свідоцтва на винаходи.
Свою трудову діяльність розпочав у ВАТ «Тернопільський комбайновий завод», де у 1987-1998 рр. працював інженером-конструктором та заступником начальника науково-дослідного відділу.
Працював на виробництві (1987—98); водночас від 1991 викладав у Тернопільському технічному університеті. У 1987 р. увійшов на заочну форму аспірантури до Київського автомобільно-дорожного інституту. Кандидатську дисертацію захистив у 1990 р. у Львівському політехнічному інституті.
З 1991 р. викладав за сумісництвом в Тернопільському державному технічному університеті імені Івана Пулюя. У 2000 р. захистив докторську дисертацію в Національному аграрному університеті.

Основні етапи професійної діяльності Гевка Романа Богдановича:
1987-1998 рр. - інженер-конструктор, заступник начальника науково-дослідного відділу;
1998-2000 рр. - доцент кафедри земельних відносин і технологічних дисциплін Тернопільського інституту народного господарства;
2000-2015 рр. - завідувач кафедриаграрного менеджменту і природокористування;
2004-2015 рр. - декан факультету аграрної економіки і менеджменту Тернопільського національного економічного університету;
2015-2019 рр. - завідувач кафедрименеджменту біоресурсів і природокористування Тернопільського національного економічного університету;
2019-2021 рр. - завідувач кафедри технічної механіки та сільськогосподарських машин Тернопільського національного технічного університету ім. І. Пулюя.

Підготував 15 кандидатів технічних наук. Автор понад 500 наукових та навчально-методичних праць, з них 5 монографій, 11 посібників і підручників, більше ніж 300 авторських свідоцтв та патентів на винаходи і корисні моделі. Результати досліджень та розрорбки впроваджені на десятках підприємств України та за кордоном.

## Досягнення
Автор понад 500 наукових та навчально-методичних праць, з них 5 монографій, 11 посібників і підручників, більш ніж 300 авторських свідоцтв та патентів на винаходи і корисні моделі. Заслужений фахівець України. Академік Інженерної академії України. Голова Тернопільського філіалу Інженерної академії України. Лауреат обласної премії імені Івана Пулюя.

## Наукові інтереси
Дослідження техніко-економічних показників компонувальних схем і робочих органів коренезбиральних машин та систем для транспортування сипких матеріалів по криволінійних трасах.